# Aleksander Jan Hauke

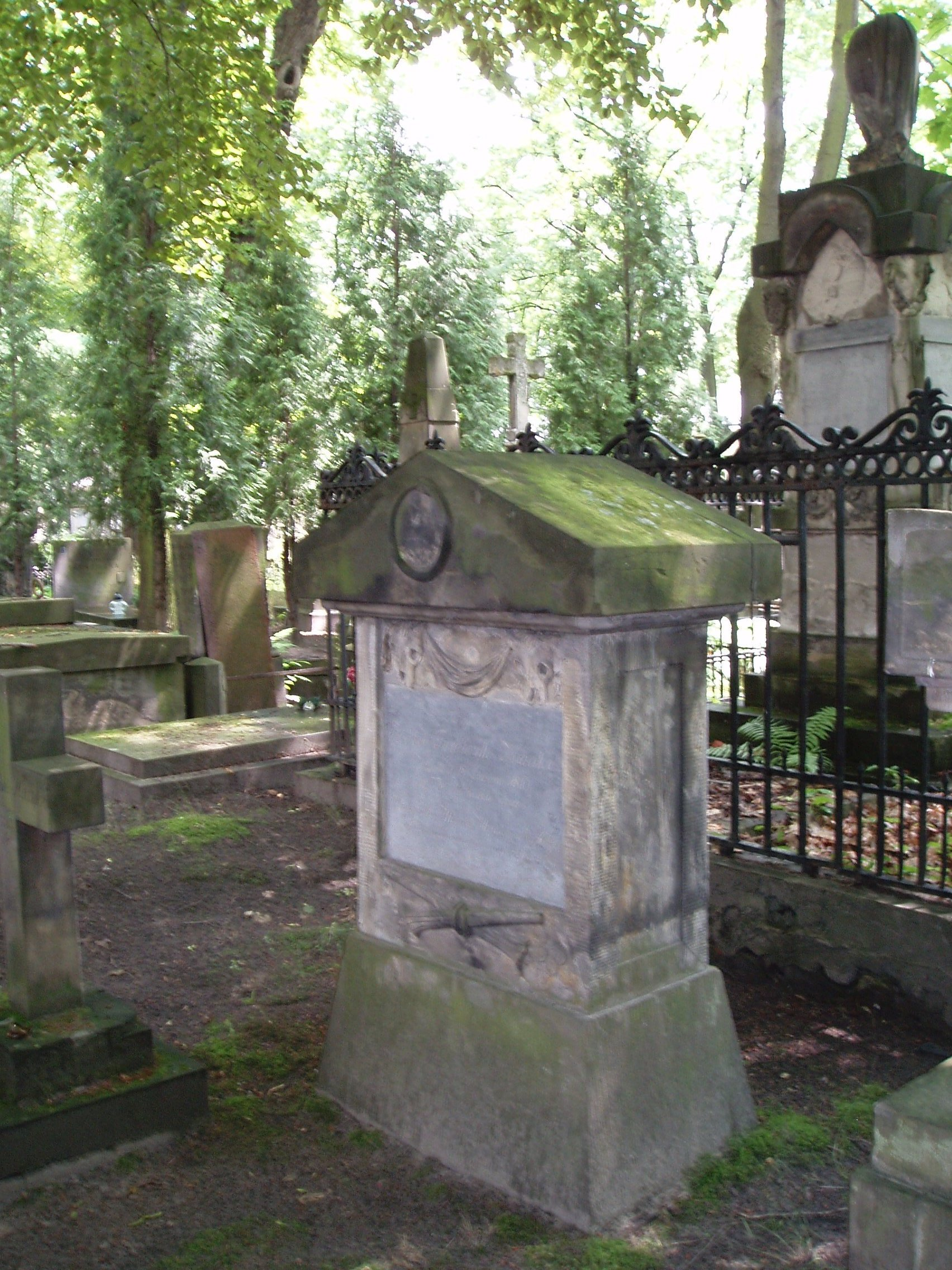
Nagrobek Aleksandra Jana Józefa Haukego (Cm. Powązkowski)

Aleksander Jan Józef Hauke herbu Bosak (ur. 13 października 1814 w Warszawie, zm. 8 kwietnia 1868 tamże) – generał major wojsk Imperium Rosyjskiego, prezes Warszawskich Teatrów Rządowych.

## Zarys biografii
Aleksander Hauke był synem Ludwika Augusta (1779–1851), (młodszego brata gen. Maurycego Haukego), dyrektora generalnego górnictwa w Królestwie Polskim, i Ludwiki Marii Watson-Priestfield-Athernay, córki Roberta i Marii Keene. Był kuzynem i szwagrem księżnej Julii von Battenberg, protoplastki rodu Battenberg-Mountbatten, kuzynem gen. Hauke-Bosaka. W latach 1824–1830 pobierał nauki w Korpusie kadetów w Kaliszu. Po upadku powstania listopadowego kaliską uczelnię zamknięto i Hauke powrócił do Warszawy. W wieku lat 18 podjął studia w Instytucie Komunikacji Lądowej i Wodnej w Petersburgu, które ukończył w 1837. W 1838 zaczął służbę wojskową jako oficer zawodowy (chorąży) w armii carskiej, w 1853 był już podpułkownikiem i naczelnikiem Straży Ogniowej w Warszawie. W 1861 mianowano go prezesem Warszawskich Teatrów Rządowych, nieco później także zarządcą pałaców cesarskich w Królestwie i administratorem Księstwa łowickiego w stopniu generała majora.

Jako prezes teatrów Hauke urzędował do śmierci w roku 1868 (w ostatnich latach posiadał ze względu na ciężką chorobę zastępcę), ale nie zdobył dobrej sławy: za jego rządów wystawiano głównie nieciekawe sztuki cudzoziemskie, w okresie popowstaniowym zlikwidowano w 1865 polską operę, odebrano pracownikom prawa do emerytur. Jedyną nieomal jego zasługą było zorganizowanie prapremiery opery „Straszny dwór” 28 września 1865 roku. Należy przy tym jednak pamiętać, że przyszło mu działać w wyjątkowo trudnym okresie przed i po powstaniu styczniowym.

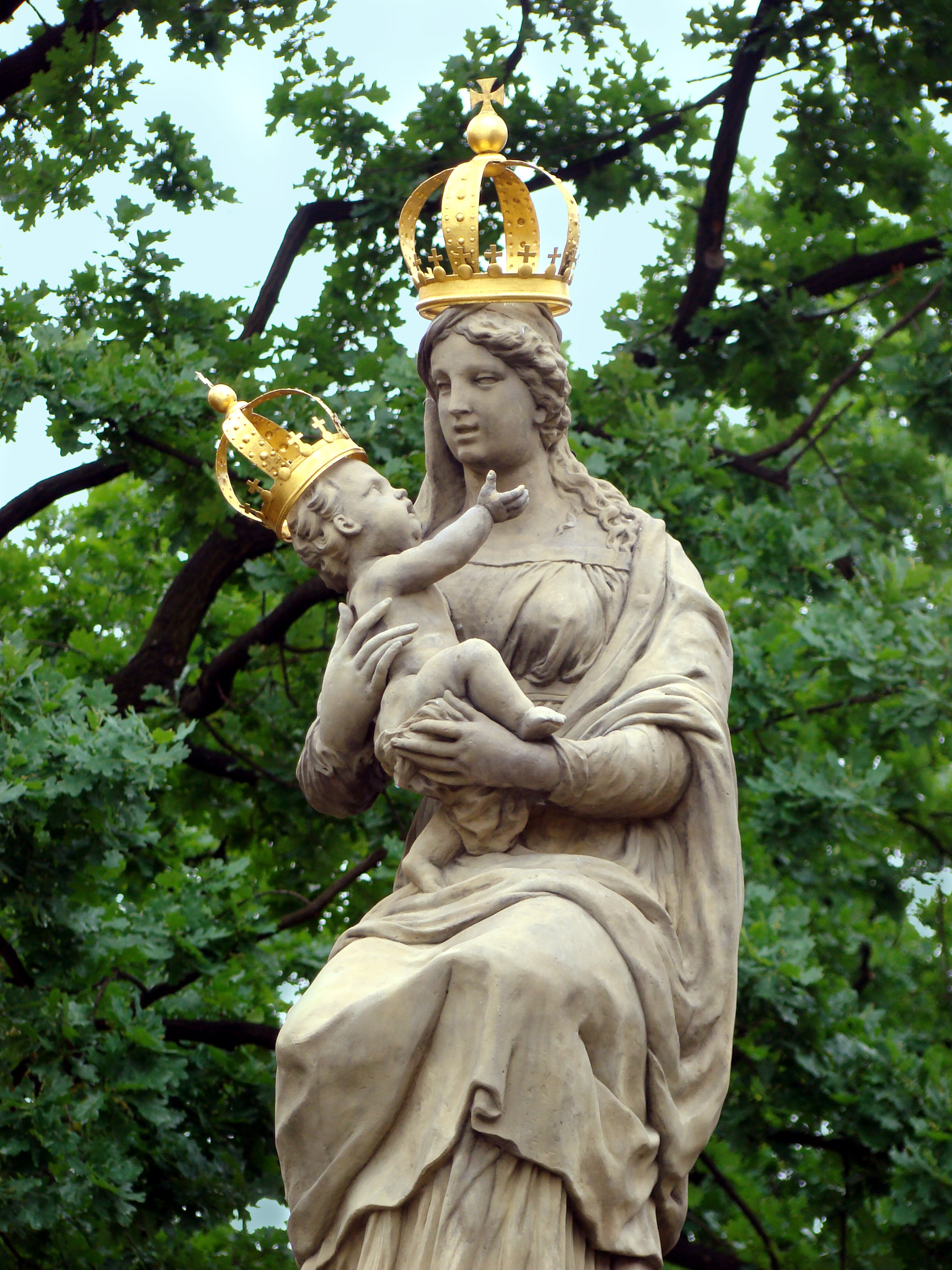
MB Passawska w Warszawie - do dziś nosi korony ufundowane przez A. Haukego

Aleksander Hauke był żonaty z kuzynką Zofią Salomeą Teresą z Hauków (1816–1861), córką gen. Maurycego i siostrą Julii von Battenberg, pisarką literatury dla dzieci, i miał z nią trzech synów i cztery córki. Najstarszy syn Aleksander poległ jako powstaniec styczniowy; Zygmunt ożenił się z Zofią Kostecką, wnuczką m.in. Franciszka Kosteckiego oraz Klementyny Karoliny de Watson-Priestfield-Athernay, siostry Ludwiki Marii; jedna z córek Maria Teresa Salomea (1849–1892) wyszła za znakomitego lekarza Juliana Kosińskiego, zaś Ludwika Idalia Celina (1844–1930) prowadziła wraz z Marią Julią Zaleską poczytny periodyk „Wieczory Rodzinne”. Hauke pochowany został w kwaterze rodzinnej na cmentarzu Powązkowskim w Warszawie (kwatera 10-3-5), w krypcie rodzinnej bez napisu.
„Z wdzięczności za ocalenie w R.P. 1852, kiedy ciężka grasowała cholera”, Aleksander Hauke sfinansował renowację pochodzącego z 1683 posągu Matki Boskiej Passawskiej na warszawskim Krakowskim Przedmieściu, dodając m.in. nowe, złocone korony, co upamiętniono nieistniejącym dziś napisem na cokole figury.
Bywa niekiedy błędnie cytowany z tytułem hrabiowskim.

### Potomstwo
- Aleksander (1841–1863), student w Heidelbergu;
- Ludwika Idalia Celina, zob. wyżej
- Maurycy Leopold (1846–1926), muzyk;
- Maria Teresa Salomea, zob. wyżej;
- Zygmunt Karol Florian (1851–1912), prawnik;
- Zofia Aleksandra, (1837);
- Aleksandra Ludwika Salomea (1859-1929), za Aleksandrem, bratem Juliana Kosińskiego.

### Awanse
- Sztabskapitan (1847)
- Podpułkownik (1851)
- Pułkownik (1856)
- Generał major (1865)

### Odznaczenia
- Order Świętego Włodzimierza, IV kl. z mieczami (1849);
- Order Korony Żelaznej III kl. (1849);
- Order Świętego Stanisława II kl. (1859);
- Order Leopolda (Austria) II kl. (1860).